# Rodrigo Peñailillo
Rodrigo Julián Peñailillo Briceño (né à Concepción le 12 décembre 1973) est un homme politique chilien, membre du Parti pour la démocratie. Depuis le 14 mars 2014, il est ministre de l’Intérieur et de la Sécurité publique du Chili.

## Source
- (es) Cet article est partiellement ou en totalité issu de l’article de Wikipédia en espagnol intitulé « Rodrigo Peñailillo » (voir la liste des auteurs).